# Tomasz Rudomino
Tomasz Rudomino (ur. 17 listopada 1958 w Warszawie) – polski dziennikarz, krytyk sztuki, publicysta, podróżnik. Mieszka we Francji.

## Życiorys
Absolwent historii sztuki na Uniwersytecie Warszawskim. Był dziennikarzem tygodnika "Kultura". Publikował w "Polityce, Sztuce", "Literaturze", "Projekcie", Życiu Warszawy", "Pani", "Voyage", "Podróżach". Był redaktorem naczelnym miesięcznika "Sztuka Polska", tygodnika "Kobieta i Życie oraz miesięcznika "Pani". Był również redaktorem naczelnym miesięcznika "Tour Express". Redaktor Naczelny Wydawnictwa "Ryton" w latach 1990–1993. W 1994 był prezesem wydającej "Trybunę" spółki Ad Novum.
Laureat Nagrody im. Stanisława Wyspiańskiego I stopnia w dziedzinie krytyki artystycznej. Stypendysta Rządu Francuskiego. Napisał: Mały leksykon sztuki najnowszej, Lekcja Transawangardy, Uwagi o teorii widzenia. Prowadził wykłady z historii sztuki w Zaocznym Studium Reżyserii Teatralnej.
Od 1995 związany z rynkiem telewizyjnym. Szef Redakcji Programów Własnych w Nasza TV. Był wydawcą i redaktorem programów na żywo Studia Agnes. Twórca programów telewizyjnych oraz filmów dokumentalnych, m.in.: Kenia moja miłość, Zdarzyło się w Mafekingu, Sapieha książę buszu, Śladami króla Czaki, Cubismo, Tsavo, Mexico Mexicas, Tenochtitlan, Kiepiela z Durbanu, Gauguin w Paryżu.
Jest współtwórcą i autorem zdjęć do cyklu programów pt. Podróżnik na antenie Programu 1 Telewizji Polskiej. Ponadto zrealizował inne cykle programów o charakterze turystycznym, np. Tam Tam, Szczęśliwej Podróży, Klub 1001 Podróży, a także Gary odkrywa Polskę (TVP3 Regionalna, nagroda im. W. Orłowicza). Laureat konkursu festiwalu podróżniczego w Katalonii za film dokumentalny zrealizowany z okazji stulecia urodzin Salvadora Dalego.
Prowadził cykliczne audycje w Radiu dla Ciebie.
Od kwietnia 2006 do lipca 2009 był członkiem Rady Nadzorczej Telewizji Polskiej (rekomendowany przez Samoobronę RP), a w latach 2008–2009 pełnił obowiązki Członka Zarządu Telewizji Polskiej. Od czerwca 2009 do lutego 2010 był dyrektorem TVP2. Od 2009 roku do dzisiaj związany z Polską Organizacją Turystyczną. Obecnie dyrektor ZOPOT w Paryżu.

## Filmografia
- 1996: "Uciekinier" – realizacja, scenariusz, zdjęcia[2]
- 2000: "Kenia. Moja miłość"- realizacja, scenariusz, zdjęcia
- 2005: "Zdarzyło się w Mafekingu" – realizacja, scenariusz, zdjęcia
- 2005: "Sapieha. Książę buszu" – realizacja, scenariusz, zdjęcia
- 2009: "Polska na Madagaskar" – realizacja, scenariusz

## Publikacje
- Leksykon Szczęśliwych podróży,
- Podróże ze smakiem,
- Kucharze i Podróżnicy,
- W pogoni za Gauguinem,
- Kenia, Safari i Baron Blixen.
- Podróże po Gauguinie, ISBN 978-83-946-0589-6